# ГЕС Валь-Ноана
ГЕС Валь-Ноана (італ. Val Noana) — гідроелектростанція на півночі Італії. Розташована вище від ГЕС Валь Скенер, становить верхній ступінь у каскаді на річці Кісмон (права притока Бренти, яка впадає в Адріатичне море дещо південніше Венеційської лагуни), яка дренує східний схил гірського хребта Fiemme та західний схил Доломітових Альп.
Пов'язаний із ГЕС гідрокомплекс починається з водозабору на Кісмон південніше Сан-Мартіно-ді-Кастроцца, від якого дериваційний тунель прямує через гірський масив лівобережжя (згадані вище Доломіти) до розташованого за більш ніж 10 км водосховища. Останнє створили на річці Ноана (ліва притока Кісмон) за допомогою аркової греблі висотою 126 метрів та довжиною 135 метрів. Вона утримує водойму площею 0,24 км2 та об'ємом 10,9 млн м3 (корисний об'єм 9,3 млн м3) з нормальним коливанням рівня між позначками 955 та 1015 метрів НРМ.
Від водосховища на захід, назад у долину Кісмону, веде другий дериваційний тунель довжиною 5,6 км та діаметром 3 метри, який переходить у напірний водовід довжиною 0,5 км та діаметром 1,9 метра. Він подає воду до машинного залу з турбінним обладнанням потужністю 55,6 МВт, яке при напорі у 450 метрів забезпечує виробництво 76 млн кВт·год електроенергії на рік.